# Koyaka (peuple)
Pour les articles homonymes, voir Koyaka.
Les Koyakas  (ou encore Koyaras) sont un peuple d'Afrique de l'Ouest faisant partie du grand groupe Mandé. Ils sont établis au centre-nord et au nord-ouest de la Côte d'Ivoire, dans les régions du Béré et du Worodougou. En 2017, le nombre estimé de locuteurs koyaka était d'environ 84 000.

## Ethnonymie
Selon les sources et le contexte, on observe plusieurs variantes : Koyagakan, Koyaga, Koyaa, Koyara. 

## Langue
Leur langue est le koyaka (ou koyaga), une langue mandée dont le nombre de locuteurs était estimé à 84 000 en 2017.

## Personnalités
- Ibrahim Coulibaly, militaire ivoirien ayant joué un rôle de premier plan dans le putsch de 1999 et le déclenchement de la rébellion de septembre 2002 contre le gouvernement du président Laurent Gbagbo[2]
- Hamed Bakayoko, né le 8 mars 1965 à Abidjan, est journaliste et homme politique ivoirien. Acteur majeur de la scène politique ivoirienne, il occupe divers ministères clés sous Laurent Gbagbo et Alassane Ouattara. Il est nommé ministre d'État, ministre de la Défense depuis 2017 et maire d'Abobo, commune la plus peuplée de Côte d'ivoire depuis 2018.
- Amadou Soumahoro, né le 31 octobre 1953 à Séguéla, dans la région du Worodougou, est un homme d'État ivoirien. Député de la circonscription de Séguéla, Soumahoro est président de l'Assemblée nationale de Côte d'Ivoire depuis le 7 mars 2019. Il est le président de l'Assemblée parlementaire de la Francophonie (APF) depuis le 9 juillet 2019.
- Youssouf Falikou Fofana dit le diamant noir, ancien footballeur de l'équipe nationale de la Côte d'Ivoire et de Monaco
- Seko Fofana né le 7 mai 1995 à Paris. Footballeur, évoluant au poste de milieu de terrain jouant au Stade rennais FC. Également vainqueur de la Coupe d'Afrique des Nations de football 2023 avec la Côte d'ivoire.
- Himra, né le 28 mai 1998 à Cocody (Abidjan), est un rappeur, chanteur et auteur-compositeur-interprète originaire de Séguéla.